# Дуамутеф
Дуамутеф (егип. Dw3mwtf) — древнеегипетский бог, один из сыновей Гора. Связан с заупокойным культом: при бальзамировании умершего его желудок помещали в каноп с крышкой-головой шакала. В погребальной камере его статуэтка ставилась у восточной стены. Дуамутеф считался выражением сущности одной из частей души человека — Ба.
В литературе часто путают его и другого сына Гора — Хапи. Следует помнить, что Дуамутеф — с головой шакала, а Хапи — павиана, а не наоборот.

## Изображение
Дуамутеф сперва изображался антропоморфным, начиная с периода Нового Царства - с головой шакала. Как и в случае с Кебехсенуфом, в литературе встречаются противоречивые сведения о его изображении с головой животного: по одним сведениям, он изображался с головой сокола, по другим - с головой шакала.

## Значение в качестве бога-хранителяканоп
Вместе с тремя другими сыновьями Гора  —  Амсетом, Хапи и Кебехсенуфом  —  он охранял мумифицированные внутренности. В его ведении была защита желудка.
Также Дуамутеф отвечал за Ба человека.

## Значение в мифологии
В Текстах Пирамид Дуамутефа называют богом-хранителем мëртвых и их помощником в восхождении на небеса. В надписях на сосудах каноп и ящиках, где они помещались, Дуамутеф призывается, чтобы защищать от голода и жажды.
В цикле Осириса Дуамутеф, как и остальные сыновья Гора, является «одним из стражей часов на теле Осириса». Он является покровителем третьего дня и третьего часа ночи, о котором сказано в связи с тем и другим: «Дуамутеф приходит, чтобы увидеть тебя; он повергает врага на левой стороне».
Согласно мифологии, его, как и его братьев, Гор назначил хранителем одной из сторон света и отправил на Восток вестником коронации. Дуамутеф является также богом-звездой. В храме в Иераконполе он вместе с Квебехсенуфом образует пару, охраняя руки Гора. Основным местом его культа является Буто, а также Летополис. Ему покровительствует Нейт.